# Copa de las Naciones de la OFC 1998
La Copa de las Naciones de la OFC 1998 fue la cuarta edición del máximo torneo a nivel selecciones de Oceanía. Se disputó entre el 25 de septiembre y el 4 de octubre en Australia. Participaron seis equipos; Australia, Fiyi, Islas Cook, Nueva Zelanda, Tahití y Vanuatu, dos más que en la edición anterior.
Los seleccionados fueron divididos en dos grupos de tres equipos cada uno. En una fase de grupos en la que las Islas Cook y Vanuatu sufrieron sendas goleadas, a semifinales accedieron Nueva Zelanda, Tahití, Australia y Fiyi. En uno de los encuentros, los neozelandeses vencieron 1-0 al elenco fiyiano, mientras que en el otro partido los organizadores vencieron ampliamente a Tahití con un marcador de 4-1. En el partido decisivo, Nueva Zelanda batió 1-0 a los australianos y obtuvo su segundo título clasificando así a la Copa FIFA Confederaciones 1999. Significó también el primer partido perdido para Australia en la historia de la competición.

## Sede
| Brisbane |                   |
| Brisbane | Brisbane          |
| -------- | ----------------- |
| Brisbane | Lang Park         |
| Brisbane | Capacidad: 52,500 |
| Brisbane |                   |

## Equipos participantes
Como eliminatorias se utilizaron tanto la Copa Melanesia como la Polinesia de 1998. A Australia y Nueva Zelanda se le sumaron el campeón y subcampeón de cada torneo. Por un lado, Fiyi y Vanuatu obtuvieron los dos cupos melanesios, mientras que Tahití y las Islas Cook los lugares dispuestos para la Polinesia.
En cursiva los debutantes.
| Equipos participantes | Equipos participantes | Equipos participantes | Equipos participantes |
| --------------------- | --------------------- | --------------------- | --------------------- |
| Australia             | Fiyi                  | Islas Cook            |                       |
| Nueva Zelanda         | Tahití                | Vanuatu               |                       |

## Resultados

### Primera Fase

#### Grupo A
| Pos. | Equipo        | Pts. | PJ | G | E | P | GF | GC | Dif. | Clasificación |
| ---- | ------------- | ---- | -- | - | - | - | -- | -- | ---- | ------------- |
| 1    | Nueva Zelanda | 6    | 2  | 2 | 0 | 0 | 9  | 1  | +8   | Segunda fase  |
| 2    | Tahití        | 3    | 2  | 1 | 0 | 1 | 5  | 2  | +3   | Segunda fase  |
| 3    | Vanuatu       | 0    | 2  | 0 | 0 | 2 | 2  | 13 | −11  |               |

 Fuente: 
| 25 de septiembre de 1998 | Nueva Zelanda    | 1:0 (1:0) | Tahití | Suncorp Stadium, Brisbane                               |                                                         |
|                          | Paama 13' (a.g.) |           |        | Asistencia: 900 espectadores Árbitro(s): Simon Micallef | Asistencia: 900 espectadores Árbitro(s): Simon Micallef |

| 28 de septiembre de 1998 | Nueva Zelanda                                                   | 8:1 (6:1) | Vanuatu          | Suncorp Stadium, Brisbane                |                                          |
|                          | Christie 1' · Coveny 11' 25' 39' 40' · Ryan 34' 65' · Bunce 65' |           | Roronamahava 45' | Asistencia: 500 espectadores Árbitro(s): | Asistencia: 500 espectadores Árbitro(s): |

| 30 de septiembre de 1998 | Tahití                                        | 5:1 (2:0) | Vanuatu   | Suncorp Stadium, Brisbane                               |                                                         |
|                          | Quennet 9' 10' 74' · Zaveroni 54' · Amaru 75' |           | Rarai 82' | Asistencia: 400 espectadores Árbitro(s): Simon Micallef | Asistencia: 400 espectadores Árbitro(s): Simon Micallef |

#### Grupo B
| Pos. | Equipo        | Pts. | PJ | G | E | P | GF | GC | Dif. | Clasificación |
| ---- | ------------- | ---- | -- | - | - | - | -- | -- | ---- | ------------- |
| 1    | Australia (H) | 6    | 2  | 2 | 0 | 0 | 19 | 1  | +18  | Segunda fase  |
| 2    | Fiyi          | 3    | 2  | 1 | 0 | 1 | 4  | 3  | +1   | Segunda fase  |
| 3    | Islas Cook    | 0    | 2  | 0 | 0 | 2 | 0  | 19 | −19  |               |

 Fuente: 
| 25 de septiembre de 1998 | Australia       | 3:1 (3:0) | Fiyi     | Suncorp Stadium, Brisbane                               |                                                         |
|                          | Mori 2' 25' 44' |           | Masi 62' | Asistencia: 900 espectadores Árbitro(s): Bruce Grimshaw | Asistencia: 900 espectadores Árbitro(s): Bruce Grimshaw |

| 28 de septiembre de 1998 | Australia | 16:0 (8:0) | Islas Cook | Suncorp Stadium, Brisbane                                |                                                          |
|                          | Trimboli 1' 12' 63' · Mori 8' 15' 30' 34' · Maloney 17' 89' · Ceccoli 42' · Trajanovski 48' 68' 76' (pen.) 88' · Chipperfield 66' · Halpin 80' |            |            | Asistencia: 600 espectadores Árbitro(s): Massimo Raveino | Asistencia: 600 espectadores Árbitro(s): Massimo Raveino |

| 30 de septiembre de 1998 | Fiyi                                              | 3:0 (1:0) | Islas Cook | Suncorp Stadium, Brisbane                               |                                                         |
|                          | Dickinson 18' (a.g.) · Kilalwaca 54' · Nasema 85' |           |            | Asistencia: 400 espectadores Árbitro(s): Bruce Grimshaw | Asistencia: 400 espectadores Árbitro(s): Bruce Grimshaw |

### Segunda fase
|  | Semifinales               | Semifinales               |   |                                  | Final                            | Final                |  |
|  | 2 de octubre de 1998      | 2 de octubre de 1998      |   |                                  | 4 de octubre de 1998             | 4 de octubre de 1998 |  |
|  |                           |                           |   |                                  |                                  |                      |  |
|  | Suncorp Stadium, Brisbane |                           |   |                                  |                                  |                      |  |
|  | Nueva Zelanda             | 1                         |   |                                  |                                  |                      |  |
|  | Fiyi                      | 0                         |   |                                  |                                  |                      |  |
|  |                           |                           |   |                                  |                                  |                      |  |
|  |                           |                           |   |                                  | Suncorp Stadium, Brisbane        |                      |  |
|  |                           |                           |   |                                  | Nueva Zelanda                    | 1                    |  |
|  |                           | Australia                 | 0 |                                  |                                  |                      |  |
|  |                           |                           |   |                                  |                                  |                      |  |
|  |                           |                           |   |                                  |                                  |                      |  |
|  |                           |                           |   |                                  | Tercer lugar                     |                      |  |
|  | Suncorp Stadium, Brisbane | Suncorp Stadium, Brisbane |   | 4 de octubre - Suncorp, Brisbane | 4 de octubre - Suncorp, Brisbane |                      |  |
|  | Australia                 | 4                         |   | Fiyi                             | 4                                |                      |  |
|  | Tahití                    | 1                         |   |                                  | Tahití                           | 2                    |  |

#### Semifinales
| 2 de octubre de 1998 | Nueva Zelanda | 1:0 (0:0) | Fiyi | Suncorp Stadium, Brisbane                                 |                                                           |
|                      | Hay 88'       |           |      | Asistencia: 1200 espectadores Árbitro(s): Massimo Raveino | Asistencia: 1200 espectadores Árbitro(s): Massimo Raveino |

| 2 de octubre de 1998 | Australia                   | 4:1 (2:0) | Tahití      | Suncorp Stadium, Brisbane                            |                                                      |
|                      | Mori 1' 32' 81' · Veart 86' |           | Labaste 55' | Asistencia: 1200 espectadores Árbitro(s): Intaz Shah | Asistencia: 1200 espectadores Árbitro(s): Intaz Shah |

#### Tercer puesto
| 4 de octubre de 1998 | Fiyi                                  | 4:2 (3:0) | Tahití           | Suncorp Stadium, Brisbane                                |                                                          |
|                      | Masi 26' 61' · Lal 28' · Seruvatu 43' |           | Rousseau 81' 82' | Asistencia: 2000 espectadores Árbitro(s): Simon Micallef | Asistencia: 2000 espectadores Árbitro(s): Simon Micallef |

#### Final
| 4 de octubre de 1998 | Nueva Zelanda | 1:0 (1:0) | Australia | Suncorp Stadium, Brisbane                                   |                                                             |
|                      | Burton 24'    |           |           | Asistencia: 12 000 espectadores Árbitro(s): Massimo Raveino | Asistencia: 12 000 espectadores Árbitro(s): Massimo Raveino |

| Bandera de Nueva Zelanda |
| Campeón Nueva Zelanda    |
| Segundo título           |

## Goleadores
10 goles
- Damian Mori

4 goles
- Kris Trajanovski
- Vaughan Coveny

3 goles
- Paul Trimboli
- Esala Masi
- Gerald Quennet

2 goles
- Brad Maloney
- Rupert Ryan
- Jean-Loup Rousseau

1 gol
- Alvin Ceccoli
- Carl Veart
- Scott Chipperfield
- Troy Halpin
- Kameli Kilalwaca
- Shailend Lal
- Ulaisi Seruvatu
- Valerio Nasema
- Che Bunce
- Danny Hay
- Mark Burton
- Tinoi Christie
- Harold Amaru
- Hiro Labaste
- Teva Zaveroni
- Edwin Rarai
- Peter Roronamahava

Autogoles
- Heimana Paama (ante Nueva Zelanda)
- Heath Dickenson (ante Fiyi)

## Clasificación final
| Equipo | Equipo        | Pts | PJ | PG | PE | PP | GF | GC | Dif | Rend |
| ------ | ------------- | --- | -- | -- | -- | -- | -- | -- | --- | ---- |
| 1      | Nueva Zelanda | 12  | 4  | 4  | 0  | 0  | 11 | 1  | 10  | 100% |
| 2      | Australia     | 9   | 4  | 3  | 0  | 1  | 23 | 3  | 20  | 75%  |
| 3      | Fiyi          | 6   | 4  | 2  | 0  | 2  | 8  | 6  | 2   | 50%  |
| 4      | Tahití        | 3   | 4  | 1  | 0  | 3  | 8  | 10 | -2  | 25%  |
| 5      | Vanuatu       | 0   | 2  | 0  | 0  | 2  | 2  | 13 | -11 | 0%   |
| 6      | Islas Cook    | 0   | 2  | 0  | 0  | 2  | 0  | 19 | -19 | 0%   |